# Bussana Vecchia

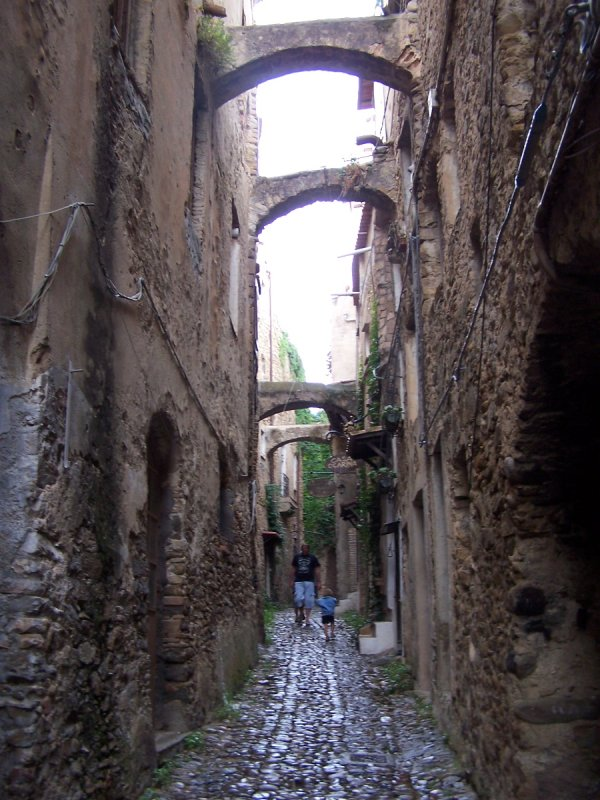
Una calle típica en la actual Bussana Vecchia.

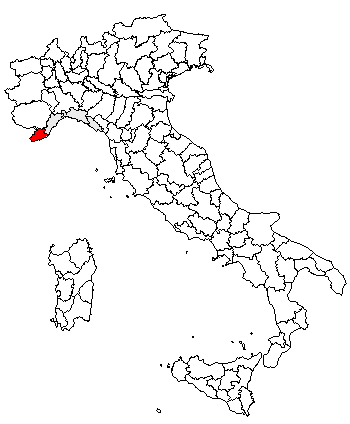
Ubicación de la provincia de Imperia.

Bussana Vecchia (Bussana Vieja) es una ciudad fantasma en la Liguria, a unos pocos kilómetros de la frontera italo-francesa. Depende administrativamente de la ciudad de San Remo.

## Historia
Bussana fue fundada probablemente en la segunda mitad del siglo IX cuando la región costera fue repetidamente atacada por los sarracenos. Fue construida en lo alto de una colina para que pudiera defenderse fácilmente.
En 1429 tenía 250 habitantes y se le concedió autonomía por la República Marítima de Génova. Le siguió un periodo de desarrollo y la mayor parte de los edificios actuales se construyeron en esta época.

## Terremoto
La Riviera francesa y la Liguria occidental están en una región de riesgo sísmico moderado. El terremoto más grave aconteció el 23 de febrero de 1887 en el que murieron más de 2.000 personas. El mayor daño en Bussana se produjo a las 6:21 en esa mañana de Miércoles de ceniza, una ola sísmica de veinte segundos que causaron la destrucción inmediata y la muerte por todo el pueblo.
El terremoto fue el primero documentado por un verdadero sismógrafo construido por Filippo Cecchi en Moncalieri, Italia.
La mayor parte de los edificios quedaron muy dañados y las autoridades decidieron reconstruid el pueblo en un nuevo lugar colina abajo, llamado Bussana Nuova («Bussana Nueva»). El pueblo antiguo se abandonó y todos sus edificios se declararon peligrosos.

## Renacimiento
En 1947 inmigrantes de la Italia meridional comenzaron a asentarse ilegalmente en la ciudad fantasma. Después de unos pocos desahucios forzosos por la Policía italiana en los años cincuenta, las autoridades ordenaron la destrucción de todas las escaleras y tejados.
A pesar de esto, a principios de los sesenta, un grupo de artistas, la Comunidad de Artistas Internacionales (hoy Pueblo de Artistas Internacional), decidieron trasladarse a Bussana Vecchia. El espíritu de la organización era algo idealista: ser capaces de vivir sencillamente y trabajar artísticamente dentro del pueblo.
En el pueblo no había electricidad, agua corriente o saneamiento, pero la nueva comunidad de habitantes creció desde un pequeño núcleo original hasta unas 20 o 30 personas para el año 1968, en su mayor parte artistas hippies de toda Europa (italianos, austriacos, ingleses, franceses, daneses, alemanes y suecos).
Las tensiones con los antiguos habitantes y con la policía fueron creciendo hasta que el 25 de julio de 1968 se ordenó de nuevo el desalojo y la policía fue enviada al pueblo a reforzarlo. Cuando las fuerzas policiales llegaron, los ocupantes se defendieron tras barricadas, rechazando irse y por un gran grupo de reporteros internacionales. La policía decidió evitar la confrontación.

## Hoy
El Pueblo de Artistas Internacional nació y a pesar de la confrontación periódica con las autoridades (la última orden de expulsión se emitió en 1997 cuando todos los edificios se declararon propiedad del gobierno italiano) la comunidad aún vive allí, vendiendo sus obras a los turistas u organizando eventos artísticos.
En 1980-1981 la radio pirata francesa Radio K retransmitía desde Bussana Nuova.